# Dakota Dunes
Dakota Dunes – jednostka osadnicza w Stanach Zjednoczonych, w stanie Dakota Południowa, w hrabstwie Todd.